# Бодхона
Бодхона — вершина с отметкой 5152 м, расположенная в восточном ответвлении Зеравшанского хребта Фанских гор горной системы Памиро-Алай.
Бодхона по-таджикски означает «дом ветра».
Орографически вершина Бодхона расположена в бассейне реки Пасруд, в её верховьях.
Западнее вершины Бодхона расположен ледник Бодхона. Ближайшие вершины — Чапдара (5049 м) к северо-западу и Адиджи (4680 м) к юго-востоку. Ближайшие перевалы — Седло Чапдары/Седло АКМО/Седло Академии им. Можайского (4500, 3Б, ледник Чапдара — ледник Бодхона) к северо-западу и Седло Бодхоны (4594 м, 2Б, ледник Бодхона — река Сурхоб) к юго-западу.

## Альпинизм
Несмотря на то, что гора Бодхона не самая высокая (5152 м), по степени сложности восхождения она относится к последней категории сложности — шестой. Маршруты скальные, с частыми ледяными наростами, камнеопасны:
- маршрут по центру северной стены (ориентировочно 6 категория трудности). Перепад высот маршрута 1770 м, в том числе стена в 1650 м. Средняя крутизна 60º[2];
- маршрут по северной стене или Маршрут Кудинова (категория трудности 6А);
- маршрут по левой части западной стены (категория сложности6А ) или Маршрут А. Мошникова, 2-е прохождение. Перепад высот маршрута 1100 м (стенная часть — 800 м), протяженность 1700 м. Средняя крутизна стенной части маршрута 73º[3];
- маршрут по северо-западному контрфорсу или Маршрут Гульнева (1967 год);
- маршрут Володина (категория трудности 5Б);
- маршрут по левой части западной стены или Маршрут Ф. Житенева (класс трудности 6А, 1971 год). Перепад высот маршрута 1100 м, протяжённость маршрута 1778 м, средняя крутизна стенной части 75º, средняя крутизна маршрута 45º[4];
- маршрут по левой части западной стены (класс трудности 6А) — маршрут Мошенникова;
- маршрут по левой части западной стены — Маршрут Могилы;
- маршрут по западной стене (категория трудности 6А) — А. Лавриенко;
- маршрут по западной стене — Маршрут Колчина;
- маршрут по западной стене — Маршрут Сенчины;
- маршрут по правой части западной стены — Маршрут А. Максимени.

Ближайшие города для туристического маршрута: Самарканд (Узбекистан), Душанбе (Таджикистан).
Во время подготовки к открытому чемпионату СНГ по альпинизму 20 июля 2007 года при восхождении на вершину Бодхна по маршруту Сенчины 6А категории сложности погибла известная альпинистка инструктор Елена Наговицина.